# فروغ نسيم
محمد فروغ نسيم (بالأردوية: محمد فروغ نسیم)‏ سياسي باكستاني ومحامٍ يشغل منصب وزير القانون والعدل الاتحادي منذ 20 أغسطس 2018. وهو عضو في مجلس الشيوخ الباكستاني. وقد شغل سابقًا منصب المحامي العام في السند.
انتخب في مجلس الشيوخ الباكستاني عن دائرة السند في 12 مارس 2012. وفي مارس 2018 أعيد انتخابه مرة أخرى. وفي 20 أغسطس 2018 أدى اليمين القانونية كوزير اتحادي للقانون والعدالة في مجلس الوزراء الاتحادي لرئيس الوزراء عمران خان. استقال في 26 نوفمبر 2019، وقدم استقالته من الحكومة الفيدرالية لتمثيل الحكومة في قضية تتعلق بتمديد رئيس الجيش الجنرال قمر جاويد باجوا في المحكمة العليا. وفي 29 نوفمبر 2019، أدى اليمين مرة أخرى كوزير اتحادي للقانون والعدالة في مجلس الوزراء الاتحادي لرئيس الوزراء عمران خان.